# Roberto Blanquez
Roberto Blanquez (9 juli 1979) is een Belgisch voormalig voetbalspeler van Spaanse afkomst.
In 1999 kwam hij van het tweede team van Racing Genk naar MVV Maastricht. Hij speelde twee wedstrijden in de Eredivisie maar degradeerde dat seizoen met de club. In de Eerste divisie kwam hij in het seizoen 2000/01 tot 11 wedstrijden en 1 doelpunt. Tussen 2003 en 2007 speelde Blanquez voor Eendracht Mechelen-aan-de-Maas.